# Chelmsford (stacja kolejowa)
Chelmsford (ang. Chelmsford railway station) – stacja kolejowa w miejscowości Chelmsford, w hrabstwie Essex, w Anglii. Stacja znajduje się na Great Eastern Main Line, obsługiwana jest przez Greater Anglia. W Chelmsford kursują pociągi do London Liverpool Street, Ipswich, Clacton-on-Sea, Walton-on-the-Naze, Harwich, Braintree i Norwich. Stacja obsługuje ok. 4 595 710 pasażerów rocznie (dane za rok 2021/2022).

## Historia
Eastern Counties Railway dotarła do Chelmsford w 1842 roku, ale ze względu na położenie geograficzne miasta, 18-łukowy wiadukt miał być zbudowany w poprzek, gdzie obecnie jest park miejski. Stacja została wybudowana nieco na północ obecnego dworca. Obecny dworzec został zbudowany w 1885 roku przez Great Eastern Railway. Obecny budynek dworca pochodzi z 1985.

## Linie kolejowe
- Great Eastern Main Line